# NGC 4899
NGC 4899 је спирална галаксија у сазвежђу Девица која се налази на NGC листи објеката дубоког неба.
Деклинација објекта је - 13° 56' 43" а ректасцензија 13h 0m 56,5s. Привидна величина (магнитуда) објекта NGC 4899 износи 12,2 а фотографска магнитуда 12,9. Налази се на удаљености од 38,4000 милиона парсека од Сунца. NGC 4899 је још познат и под ознакама MCG -2-33-90, IRAS 12583-1340, PGC 44841.